# Казанцева, Людмила Павловна
Людми́ла Па́вловна Каза́нцева (род. 1 июня 1952, Днепропетровск, УССР) — советский и российский музыковед, музыкальный педагог, музыкальный критик, лектор-просветитель, член Союза композиторов СССР (РФ).

## Творческая биография
Окончила историко-теоретико-композиторский факультет Государственного музыкально-педагогического института (ныне Российская академия музыки) им. Гнесиных (1976) и аспирантуру там же (1981).
Защитила кандидатскую диссертацию на тему «О содержательных особенностях музыкальных произведений с тематическими заимствованиями» (1985) и докторскую диссертацию на тему «Автор в музыкальном содержании» (1999), профессор (2000).
В 1976-82 преподавала в Астраханской государственной консерватории, в 1982-88 — в Красноярском государственном институте искусств. С 1988 — доцент, затем профессор Астраханской государственной консерватории и Волгоградского государственного института искусств и культуры. Разработала и более 20 лет преподает у студентов и аспирантов авторский курс «Теория музыкального содержания», внедренный во всех звеньях музыкального образования в ряде городов России.
Автор более 200 научных, учебных и методических публикаций, в которых излагает авторскую концепцию теории музыкального содержания, концепцию авторского (композиторского) присутствия в музыкальном произведении, разрабатывает теоретические вопросы семантики тональности, музыкально-тематических заимствований, эстетических закономерностей современной музыки, отображения русской культуры в творчестве зарубежных композиторов, взаимодействия искусств.
Сделала более 100 научных докладов на конференциях в России  и за рубежом — в Бельгии, Болгарии, Великобритании, Греции, Италии, Латвии, Литве, Сербии.
С 2007 года проводит ежегодные Чтения по музыкальному содержанию, заведует межвузовской Проблемной научно-исследовательской лабораторией музыкального содержания, базирующейся в Волгоградском государственном институте искусств и культуры.
Регулярно проводит циклы лекционно-практических занятий по теории музыкального содержания для слушателей курсов повышения квалификации как в России, так и за рубежом.
Член Союза композиторов России. Состоит в Научном комитете Общества теории музыки России.

## Награды, премии, титулы
- Премия Губернатора Астраханской области в области науки и техники (2003);
- Премия им. Артура Каппа (Администрация Астраханской области, 2004)[1].
- Академик Международной академии информатизации (IIA) (2008);
- Дипломант Всероссийского конкурса научных работ (Министерство культуры РФ, 1999).
- Третья премия на Всероссийском конкурсе на лучшую научную книгу➤ среди преподавателей вузов (Фонд развития отечественного образования, 2006)[2] и лауреат того же конкурса (2010, 2012, 2013).
- Лауреат Международного конкурса «Лучшая научная книга в гуманитарной сфере — 2013» (Вятка, 2013).
- Награждена Почётной грамотой Министерства культуры Российской Федерации (2009).

## Основные научные труды
Книги и брошюры
- Полистилистика в музыке XX века / КГИИ. — Красноярск, 1986. 32 с.
- Методологические вопросы анализа музыкальных произведений / КГИИ. — Красноярск, 1987. 42 с.
- Полистилистика в музыке (лекция по курсу «Анализ музыкальных произведений»). — Казань: Казанс. гос. консерватория, 1991. 35 с.
- Стилистическое обновление классических форм в современной музыке. — Астрахань: АГК, 1991. 31 с.
- Музыкальный портрет. — М: НТЦ «Консерватория», 1995. 124 с.
- «Музыка начинается там, где кончается слово…». — Астрахань-М.: НТЦ «Консерватория», 1995 (в соавторстве с М. Ш. Бонфельдом, П. С. Волковой, В. И. Шаховским). 458 с.
- Автор в музыкальном содержании / РАМ им. Гнесиных. — М., 1998. 348 с.
- Музыкальная интонация: (лекция по курсу «Музыкальное содержание»). — Астрахань: ГУП ИПК «Волга», 1999. 40 с.
- Основы теории музыкального содержания. — Астрахань: ИПЦ «Факел», 2001; 2-е изд. — Астрахань: ГП АО ИПК «Волга», 2009. 368 с.
- Анализ музыкального содержания. — Астрахань: АГК, 2002. 128 с.
- Содержание музыкального произведения в контексте музыкальной жизни. — Астрахань: АГК, 2004. 127 с.
- Содержание музыкального произведения в контексте художественной культуры. — Астрахань: ГП АО ИПК «Волга», 2005. 111 с.
- Хрестоматия по теории музыкального содержания. — Астрахань: ГП АО ИПК «Волга», 2006. 544 с. + МР3
- Музыкальное содержание в контексте культуры. — Астрахань: Волга, 2009. 360 с.
- Анализ художественного содержания вокального и хорового произведения: Уч. пособие. — Астрахань: Волга, 2011. 130 с.

Статьи
- Gontsov, Yury (Petrovich) // The New Grove Dictionary of Music and Musicians. L., N.Y.: McMillan, 2001. Vol. 10. Р. 138—139.
- Тема как категория музыкального содержания // Музыкальная академия. 2002. № 1. С. 131—139.
- Теория музыкального содержания в Астраханской консерватории // Проблемы музыкальной науки. 2007. № 1. С. 25-30.
- «Пограничные жанры»: за и против // Проблемы музыкальной науки. 2008. № 1 (2). С. 26-31.
- Синестезийность музыкального содержания // Синестезия: Содружество чувств и синтез искусств: Материалы Междунар. науч.-практич. конференции. — Казань: Изд-во КГТУ им. А. Н. Туполева, 2008. С. 160—165.
- Симфоническое и вокально-симфоническое творчество: на пути к Китежу // Выплывет ли град Китеж? Композитор Алексей Ларин. Материалы к творческой биографии. — М.: Композитор, 2009. С. 10-61.
- Подтекстовые смыслы в музыке // Музыкальное содержание: пути исследования: Сб. материалов науч. чтений. — Краснодар: Изд. дом ХОРС, 2009. С. 11-22.
- Тайны содержания музыки в российской педагогике // Проблемы музыкальной науки. 2009. № 1 (4). С. 22-28 (в соавторстве с В. Н. Холоповой).
- Творческое начало на уроках музыки // Как учить музыке одаренных детей. — М.: Классика-XXI, 2010. С. 130—149.
- Алексей Ларин: оркестровые портреты России // Вестник Волгоградского государственного института искусств и культуры. — Волгоград: Волгогр. науч. изд-во, 2010. Вып. 3. С. 29-45.
- Музыка о музыке // Музыкальное содержание: пути исследования: Сб. материалов науч. чтений. — Майкоп: Изд-во «Магарин О. Г.», 2012. Вып. 2. С. 9-25.
- Сознательное и бессознательное присутствие автора в музыкальном содержании: постановка вопроса // Процессы музыкального творчества. Вып. 12: Сб. тр. / РАМ им. Гнесиных. — М., 2012. Вып. 185. С. 6-25.
- «The Russian Passion» by Alexey Larin: concerning the issue of genre // Проблемы музыкальной науки. 2012. № 2 (11). С. 181—184.
- The Musical Portrait // Principles of Music Composing: Links between Music and Visual Arts: 12th International Music Theory Conference. — Vilnius: Lietuvos muzicos ir teatro akademija, 2012. P. 149—153.
- Композитор в зеркале своей музыки // Mūzikas zinātne šodien: pastāvīgais un mainīgais. V Zinātnisco rakstu krājums. — Daugavpils: Daugavpils Universitātes Akadēmiskais apgāds «Saule», 2013. Lpp. 217–227.
- Академическое музыкальное искусство в современной отечественной культуре // Фундаментальные исследования. 2013. № 8. Ч. 6. С. 1471—1475.
- The Musical Portrait // Principles of Music Composing: Links between Music and Visual Arts: 12th International Music Theory Conference. — Vilnius: Lietuvos muzicos ir teatro akademija, 2012. P. 149—153.
- Лист в зеркале собственной музыки // Ференц Лист. По прочтении гения: Сб ст. по материалам Междунар. науч.-практич. конференции. — СПб.: Изд-во РГПУ им. А. И. Герцена, 2013. С. 74-81.
- Курс «Теория музыкального содержания» в современном вузе // Mūzikas zinātne šodien: pastāvīgais un mainīgais. VI. Zinātnisco rakstu krājums. — Daugavpils: Daugavpils Universitātes Akadēmiskais apgāds «Saule», 2013. Lpp. 288–296.
- Studying of the semantic principle of music in the modern higher educational institution // Educational Alternatives, 2014, Vol. 12. Р. 192—202.
- The figurative and imaginative world in the pictorial art and music of M.K. Čiurlionis // Проблемы музыкальной науки. 2015. № 3 (20). С. 63-72.
- Русское начало в творчестве западноевропейских композиторов: к постановке вопроса // Измерение музыки. Памяти Ю. Н. Рагса (1926—2012): Сб. науч. ст. — СПб: Изд-во РГПУ им. А. И. Герцена, 2015. С. 114—129.
- Russian Orthodox culture in the Oeuvre of the West-European Composers // Orthodox Scientist in Modern World. Values of Orthodox World and Contemporary Society. Materials of the IV International Conference. — Voronezh: Istoki, 2015. Part 2. P. 279—283.

Статьи в открытом доступе
- Образ автора как критерий «адекватной» слушательской интерпретации музыки // Hermeneutics in Russia / Герменевтика в России. 1999. № 1. URL: https://web.archive.org/web/20060925052715/http://www.tversu.ru/Science/Hermeneutics/1999-1/1999-1-21.pdf
- Музыкальный жанр и его содержание // Российский альманах музыки. 2007. № 1. С. 90-94. URL: http://cyberleninka.ru/article/n/muzykalnyy-zhanr-i-ego-soderzhanie
- «Русские страсти» Алексея Ларина: к проблеме жанра // Проблемы музыкальной науки. 2011. № 2 (9). С. 132—135. URL: http://www.ufaart.ru/old/naukamuzyki/izbrannoe_9_3.htm (недоступная+ссылка)
- Классическое музыкальное наследие и современный шоу-бизнес. URL: http://www.pedagogika-cultura.ru/poisk-po-avtoram/k/kazantseva-l-p
- «Russianness» in music as an other-national // The National Element in Music: Conference Proceedings / Ed. N. Maliaris. — Athens: University of Athens, 2014. Р. 356—364. URL: http://nem2013.music.uoa.gr/NEMproc2013.pdf
- Образно-смысловые свойства музыкальной интонации. URL: http://www.pedagogika-cultura.ru/poisk-po-avtoram/k/kazantseva-l-p/1025-kazantseva-19
- «Russianness» in music as an other-national The National Element In Music: Conference Proceedings. Athens: Univ. оf Athens, 2014. URL: http://nem2013.music.uoa.gr/NEMproc2013.pdf
- Studying of the semantic principle of music in the modern higher educational institution URL: Educational Alternatives, 2014, Volume 12. URL: http://www.scientific-publications.net/en/article/1000491/
- The theory of musical content as a pedagogic tool // EuroMAC2014. Eighth European Music Analysis Conference: Abstracts. — Leuven, 2014. Р. 171. URL: http://issuu.com/europeanmusicanalysis/docs/abstracts?e=13349186/9115660
- Мелодия и интонация // Проблемы музыкальной науки. 2016. № 1 (22). С. 6-12. URL: http://journalpmn.com/index.php/PMN/issue/download/47/91

Публикации о Л. П. Казанцевой
- Гаврилова Л. В. Казанцева Людмила Павловна // Красноярская государственная академия музыки и театра: энциклопедический справочник / МК РФ; КГАМИТ. — Красноярск, 2010. С. 88.
- Инжеваткина О. Музыка в книжной миниатюре (о книге «Основы теории музыкального содержания» Л. П. Казанцевой) // Пульс Аксарайска. 18.04.02. С. 6.
- Казанцева Людмила Павловна // 45 лет кафедре теории и истории музыки Астраханской государственной консерватории: Юбилейный буклет. — Астрахань, 2014. С. 19-23.
- Лучшие люди России: Энциклопедия: В 2 ч. — М.: Спец-Адрес, 2005. Вып. 7. Ч. 2. С. 259.
- Людмила Павловна Казанцева: грани жизни и творчества / Сост. О. В. Шмакова. — Волгоград: ООО «Бланк», 2012. 76 с.
- Людмила Павловна Казанцева // Российские научные школы. 8-е изд. — М.: Академии Естествознания, 2015. Т. 8. С. 83-85.
- Людмила Павловна Казанцева // Ученые России. 10-е изд. — М.: Академия Естествознания, 2014. Т. 10. С. 159—160.
- Холопова В. Н. Теории музыкального содержания, музыкальной герменевтики, музыкальной семантики: сходство и различия // Журнал общества теории музыки. 2014. № 1. Вып. 3. URL: http://journal-otmroo.ru/sites/journal-otmroo.ru/files/Kholopova%20V.N._2014_1.pdf
- Хрущева М. Г. Людмила Павловна Казанцева: эскиз к юбилейному портрету «в пастельных тонах» // Камертон. 2007. Вып. 3 (январь — июнь). С. 51-52.
- Шмакова О. В. Людмила Павловна Казанцева // Здесь живёт музыка. К 45-летию Астраханской консерватории. А.: ГП АО ИПК «Волга», 2014. С. 767—771.
- Шмакова О. В. Людмила Павловна Казанцева // Проблемы музыкальной науки. 2012. № 2 (11). С. 62-67.
- Шмакова О. В. «…Чтоб тебя на земле не теряли, постарайся себя не терять…» // Проблемы музыкальной науки. 2012. № 2 (11). С. 68-71.